# Gesichter der Schweiz

Gesichter der Schweiz

Gesichter der Schweiz (franz. Visages suisses, ital. Volti svizzeri, eng. Swiss profiles) ist ein Schweizer Dokumentarfilm aus dem Jahr 1991.
In der Tradition des Episodenfilms versammelt er unterschiedliche Porträts aus der Schweiz zur 700-Jahre-Jubiläumsfeier der Eidgenossenschaft im Jahre 1991, gestaltet von dreizehn Regisseuren aus drei Sprachregionen. Sie legen jeweils einen Beitrag von fünf Minuten vor, der in der jeweiligen Handschrift des Filmschaffenden eine persönliche Vision der Schweiz entwirft.
Dieses Porträt einer vielfältigen Schweiz mit siebzehn individuellen Kurzfilmen aus Politik, Kultur, Sport und Wissenschaft wurde auf 35-mm-Film gedreht, vom Genfer Claude Richardet produziert und am 9. August 1991 am Filmfestival Locarno uraufgeführt. Später lief Gesichter der Schweiz mit viel Erfolg in den Schweizer Kinos.

## Handlung
Ein Grossvater macht mit seiner Enkelin eine imaginäre Reise durch die Schweiz. Vor ihnen wird der Mythos von Wilhelm Tell wieder lebendig. Das kleine Mädchen entdeckt schliesslich das Gebirge und folgt Nicole Niquille, der ersten Schweizer Bergführerin, auf über 4000 Meter Höhe. Während der Grossvater und seine Enkelin im Tessin dem Architekten Mario Botta zuhören, wird ihnen bewusst, dass sich heute wahrscheinlich auch die Betrachtungsweisen geändert haben.
Die Schweizer haben sich Institutionen geschaffen, um die sie alle Welt beneidet. Wir lernen zwei Aspekte der Schweizer Politik kennen, durch Bundesrat Jean-Pascal Delamuraz und Elisabeth Eschler, Gemeindehauptmann im Kanton Appenzell. In den physikalischen Labors des CERN erforscht der Nobelpreisträger Carlo Rubbia den Ursprung des Universums.
Der Grossvater führt uns in die aufregende Welt der Schweizer Künstler. Er zeigt uns die unglaublichen Maschinen von Jean Tinguely, die phantastische Welt von Bruno Weber und den erotischen Automaten von Francois Junod. Wir begegnen dem Sänger und Rebell Pascal Auberson sowie dem Tänzer Xavier Ferla, einem Schüler von Maurice Béjart. Nicht zu vergessen den Zirkus Knie, eine echte Schweizer Institution und bei Gross und Klein im ganzen Land beliebt. Nach einem Halt in Kloster Einsiedeln bei Pater Christoph besuchen wir in Graubünden die rätoromanische Journalistin Maria Cadruvi.
In Basel besichtigen wir das Labor des Forschers Jean-François Borel, der die Technik der Organverpflanzung revolutioniert hat. Dann fliegen wir sogar nach Brasilien zu Roméo Braun, dem Direktor eines grossen multinationalen Schweizer Konzerns. Im Tessin treffen wir Machi und Miho, zwei japanische Touristen, welche die Schweiz im Grunde wie ihr Heimatland sehen – als eine Insel.

## Episoden

### Kurt Gloor: Wilhelm Tell, Mythos
Um diesen allem Anschein nach mythischen Helden wieder lebendig werden zu lassen, begeben wir uns nach Interlaken, wo das Stück von Schiller unter freiem Himmel aufgeführt wird.
Stefan Guyer, amtierender Weltmeister im Armbrustschiessen, tritt auf. Er wird versuchen, den Apfel auf achtzig Schritt zu treffen. In seinem Wettbewerbsanzug und mit seiner Armbrust in der Hand macht Stefan Guyer achtzig Schritte und bereitet sich auf den Schuss vor. Der auf einer Bank sitzende Wilhelm Tell beobachtet das Geschehen.
Eine weitere Person kommt hinzu: Georg Winzeler, Konstrukteur und Hersteller von Armbrüsten. Dieser Handwerker im Alter von 72 Jahren hat die Waffe mit einem elektronischen Abzug perfektioniert und erklärt die Funktionsweise seiner Armbrust. Stefan Guyer konzentriert sich und schiesst. Blitzschnell saust der Pfeil los. Wird es ihm gelingen, den Apfel mit dem ersten Schuss zu treffen?

### Claude Goretta: Nicole Niquille, Bergführerin
Ehe Nicole Niquille in den geschlossenen Kreis der Bergführer aufgenommen wurde, stand dieser gefährliche Beruf ausschliesslich militärdiensttauglichen Männern offen. Die aus Freiburg stammende Nicole begegnet jetzt ihren männlichen Kollegen auf den höchsten Berggipfeln.
Dank ihrer Energie, ihrem Mut und nicht zuletzt ihres Lächelns wegen hat sie sich durchsetzen und diesen Beruf erobern können. Die Besteigung des Obergabelhorns, unweit des Matterhorns, stellt jeden Bergsteiger vor ernste Probleme. Nicole unternimmt ihre Bergtour auf über 4000 m Höhe mit einem jungen Kunden, der noch nie so hoch gestiegen war.

### Matteo Bellinelli: Mario Botta, Architekt
Mario Botta ist ein bekannter Schweizer Architekt. Arbeiten von ihm stehen in Japan, den Vereinigten Staaten, in Korea, Paris, Italien, Deutschland und der Schweiz.
Mario Botta hat die lange Tradition der Tessiner Baukunst, welche auf die romanische Zeit zurückgeht und aus den Tessinern ein Volk der Baumeister gemacht hat, für sich wiederentdeckt und der Schweizer Architektur zu neuem Aufschwung verholfen, indem er die Traditionen und den Pessimismus des zu Ende gehenden 20. Jahrhunderts miteinander in Einklang brachte.

### Pierre Koralnik: Elisabeth Eschler, Gemeindehauptmann
Wir begegnen Elisabeth Eschler, erster weiblicher Gemeindehauptmann, in einem kleinen Dorf im Kanton Appenzell. Der 29. April 1990, ein Sonntag, ist ein historischer Tag. Sie begibt sich zusammen mit ihrem Mann zur Landsgemeinde nach Trogen – zu Fuss, so wie es Tradition ist.
Am Abend verfolgen die Eschlers in ihrer Stube vor dem Fernseher die Abstimmung in Innerrhoden. Im November 1990 wird laut einem Bundesgerichtsentscheid, einem Einspruch von ungefähr hundert Bürgern stattgegeben, der allen Schweizer Frauen Wahlrecht auf allen Ebenen verleiht.

### Simon Edelstein: Jean-Pascal Delamuraz, Bundesrat
Zur Darstellung der Aktivitäten eines Bundesrats hat sich der Regisseur etwas Besonderes einfallen lassen: Der Zuschauer verfolgt aus dem Berner Appartement von Jean-Pascal Delamuraz aus – auf einem Fernsehschirm – verschiedene Reden und Ansprachen politischer und kultureller Art.
In den Filmausschnitten sind Delamuraz’ Ernennung zum Bundesrat 1983, eine Ansprache vor dem Europäischen Parlament, ein Treffen mit François Mitterrand und Helmut Kohl in Basel sowie der Besuch des französischen Staatspräsidenten im Wallis enthalten.

### Nicolas Gessner: Carlo Rubbia, Physiker
Der Nobelpreisträger Carlo Rubbia ist Leiter des Nuklearforschungszentrums CERN, in dem 5'000 Forscher aus allen Erdteilen den Ursprung des Universums erforschen.
Carlo Rubbia kam in den seltenen Genuss, in der Küche des berühmten Meisterkochs Frédy Girardet speisen zu dürfen. Selbst die Gerichte sind erstaunlich symmetrisch und geometrisch angeordnet.

### Claude Goretta: Jean Tinguely, Künstler
Mit Jean Tinguely begegnen wir dem Ungewöhnlichen, dem Absurden und der Angst. Seine modernen Werke sind nicht nur als Verherrlichung des industriellen Zeitalters, sondern auch als eine Anklage der Konsum- und Wegwerfgesellschaft zu verstehen. Seine Werkstatt ist eine alte Fabrik. In ihr herrscht eine aussergewöhnliche Stimmung.

### Urs Odermatt: Maria Cadruvi, Journalistin
Als Journalistin bei Radio DRS befasst sich Maria Cadruvi mit Sendungen in Rätoromanisch für den Kanton Graubünden. Nach dem Schaden, den der Sturm «Vivian» im Februar 1990 anrichtete, machte sie eine Reportage im Bündner Ort Curaglia.
Frage an den Bürgermeister von Curaglia:
– «Wie sehen Sie den kommenden Winter?»
– «In den letzten Jahren war es schön, wenig Schnee. Aber ich denke an 1975. Wenn es wieder soviel Schnee gibt, wird die Lage kritisch für einen Teil des Dorfes. Dann müsste man sogar ans Evakuieren denken.»
– «Evakuieren? Wohin?»
– «1975 haben wir ganze Dörfer evakuiert. Die Leute wohnten bei Verwandten.»
Ein Vorarbeiter:
«Ein Italiener ist dabei, die anderen sind Jugoslawen. Die Arbeit ist sehr hart. Es sind alles sehr gute Arbeiter. Das Holz oben wurde von Hand heruntergeholt.»
Ein Dorfbewohner bedauert:
«Hier stand unser schützender Wald. Schön war er, über unseren Häusern. Jetzt ist nichts mehr da, nur noch verwüstete Stämme durcheinander. Es ist trostlos, wenn man nach oben schaut. Nach dem Sturm haben wir geweint.»

### Thomas Koerfer: Pater Christoph, Mönch
Die Innenausstattung des Klosters Einsiedeln gehört zu den Meisterwerken barocker Baukunst. Mit Pater Christoph erleben wir die Atmosphäre in diesem Kloster, die langen Gänge und die vorherrschende Stille. Wir lernen seine Brüder kennen und wohnen einer stillen Mahlzeit im Refektorium bei.
Am Abend sitzt Pater Christoph zusammen mit drei Brüdern gemütlich am Tisch beim Jassen. Es wird schon Nacht.

### François Reichenbach: Jean-François Borel, Forscher
Dank des von Professor Jean-François Borel entwickelten Ciclospirins konnte die Technik der Organtransplantation grundlegend revolutioniert werden.
Seine Freizeit verbringt er mit der Malerei, dem Anfertigen von Collagen mit Holzstücken, die er bei seinen Spaziergängen aufsammelt. Die Natur ist die Quelle seiner Inspiration.

### Jacqueline Veuve: François Junod, Automatenbauer
Die Präzisionsmechanik ist ein Renommierstück der Schweizer Industrie, und das Handwerk des Automatenbaus hat im Jura eine lange künstlerische Tradition. Kommt man in die Werkstatt von François Junod, ist man überrascht; er setzt die Tradition des Automatenbaus fort, doch auf seine Art und Weise!

### Matteo Bellinelli: Machi und Miho, zwei Touristen
Touristenparadies, Land des Sonnenscheins, Oase des Glücks mit Farben und Parfüms, wie man sie nur vom Mittelmeer her kennt. Diese Klischees – ob falsch oder wahr – sind schon immer mit dem Tessin verbunden gewesen. Machi und Miho, zwei junge Touristen aus Japan, kommen ins Tessin. Sie reisen bei Chiasso ein und besuchen Morcote, Lugano und Verzascatal. Im Schweizer Miniaturmuseum Swissminiatur treffen sie auf einige Schweizer Klischees.
Ihre Eindrücke halten die beiden auf Videokamera fest. Der Regisseur dieses Porträts baut diese Bilder in seine 35-mm-Version ein.

### Claude Goretta: Pascal Auberson, Sänger
Der vor allem als Liedermacher bekannte Musiker Pascal Auberson singt über seine Erwartungen, Enttäuschungen und seine Ängste. Er ist stets auf der Suche nach Liebe und Freundschaft.
Wir erleben Pascal Auberson auf der Bühne und in seinem Studio. Er sucht nach verschiedenen Klangformen und singt eine seiner letzten Kompositionen.

### Simon Edelstein: Roméo Braun, Manager
Roméo Braun, sechzig Jahre alt, stammt aus St. Gallen. Er leitet die Niederlassung eines multinationalen Schweizer Konzerns in Brasilien.
Frühmorgens wird er ins Geschäft gefahren und aus Sicherheitsgründen von zwei Leibwächtern eskortiert. Er leitet eine Direktionssitzung, telefoniert in Portugiesisch, Englisch oder Schweizerdeutsch. Zur Besichtigung der Schokoladenfabrik in Caçapava nimmt er den firmeneigenen Jet.

### Victor J. Tognola: Marie-Josée Knie, Pferdedresseuse
Marie-Josée Galland war Mannequin. Als sie eines Tages in eine Zirkusvorstellung wollte, war diese bis auf den letzten Platz ausverkauft. Da kam zufällig Fredy Knie vorbei, der auf sie aufmerksam wurde und ihr einen zusätzlichen Sessel aufstellen liess. Auf diese Weise nahm die Romanze ihren Anfang.
Auf diesem Niveau ist Reiten eine schwierige Kunst. Sie erfordert einen eisernen Willen und absolute Disziplin. Marie-Josée Knie ging bei einigen der kompetentesten Lehrer der Welt in die Schule: bei Fredy Knie Vater und Sohn.

### Hans-Ulrich Schlumpf: Bruno Weber, Künstler
Beton verwüstet die Landschaft mit Autobahnen, Shopping Centers, Fabrikanlagen. Beton kann aber auch ein Stoff sein, aus dem Träume entstehen.
Als Reaktion auf die Betonierung der Umwelt schafft sich Bruno Weber seine eigene Welt. In Spreitenbach im verbetonierten Limmattal in der Nähe Zürichs macht man seine Morgentoilette unter Stalaktiten in einem Badezimmer in Form einer Grotte. In dem zwanzig Hektar grossen Waldstück befinden sich alle Arten von gutmütigen Ungeheuern: flügelschwingende Drachen, Riesenschlangen, Kröten und Blumen in Frauengestalt, welche erstarren. In seinem Garten hat er einen Riesenvogel errichten lassen. Ein Lastwagen bringt Beton, und ein Riesenkran hebt die dreissig Tonnen schwere Statue auf ihren Platz. Beton wird dank seiner Einfallskraft zu einem Kunstwerk.

### François Reichenbach: Xavier Ferla, Tänzer
Xavier Ferla ist 22 Jahre alt. Schon im Alter von vier Jahren besuchte er das Genfer Konservatorium. Maurice Béjart wurde auf ihn aufmerksam und engagierte ihn für mehrere wichtige Rollen.

## Kurioses
Die Journalistin Maria Cadruvi war vor den Dreharbeiten zu Urs Odermatts rätoromanischem Porträt einige Jahre Mitglied der Begutachtungskommission der Eidgenössischen Filmförderung in Bern und hat seinerzeit die Ablehnung der Förderung der Arbeiten von Urs Odermatt empfohlen, unter anderem die Ablehnung bei dem später bei Presse und Publikum sehr erfolgreichen Kinofilm Gekauftes Glück.